# Castro de Borneiro
O Castro de Borneiro é um povoado da cultura castreja situado na Galiza. Está datado de finais da Idade do Bronze e tem sido objecto de escavações arqueológicas e trabalhos de consolidação que permitem a sua visita.

## Situação
O Castro, também conhecido como A Cibdá, está situado na paróquia de Borneiro no concelho corunhês de Cabana de Bergantiños, a 500 metros da estrada LC-430 Ponteceso a Baio, paróquia do concelho de Zas.

## Descrição

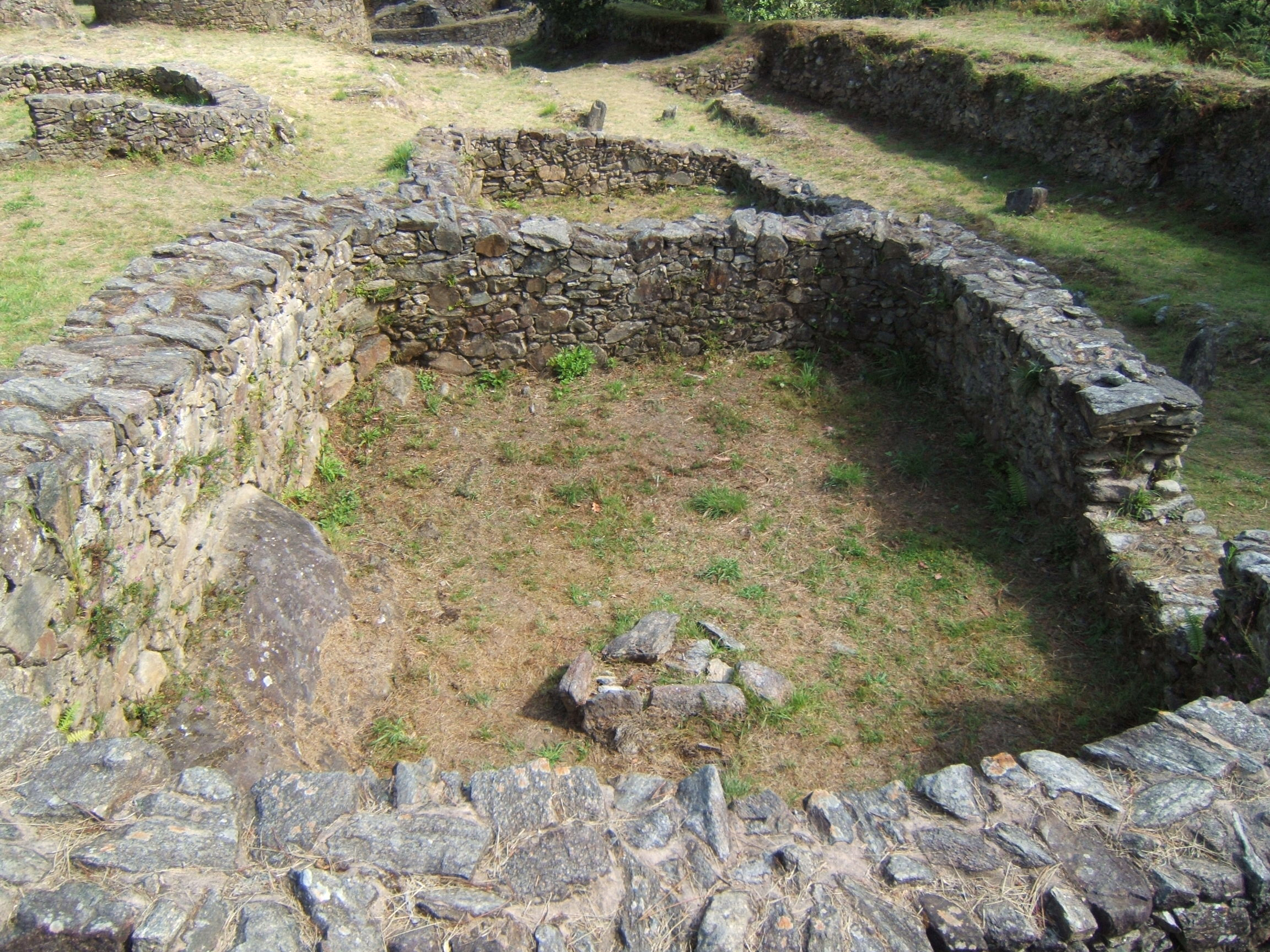
Castro de Borneiro, Espanha

Foi o primeiro castro galego a ser datado cientificamente com o método do carbono 14. Foi habitado entre os séculos VI a.C. e I d.C. Nele não se observaram sinais de romanização.
A sua situação é um tanto atípica, numa ladeira orientada ao leste que baixa para um regato, a uma altura de 200 metros.
Descoberto em 1924 pelo geógrafo Isidro Parga Pondal e Pérez Bustamante, começou-se a escavar na década de 1930 por Sebastián Gonzalez García-Paz, ao que se seguiram novos estudos nos anos 70 (por Jorge Juan Eiroa), tendo sido na década de 1980 que se realizaram as escavações mas detalhadas por parte de Ana Romero Masiá.
Nelas encontraram-se múltiplos fragmentos de cerâmica indígena, instrumentos de bronze e ferro, mós de pedra, fusaiolas, fíbulas, moldes de fundição ou contas de vidro, hoje em dia expostos no Museo Arqueolóxico da Coruña.
Na atualidade apresenta escavados um total de 36 construções (quase três quartas partes da sua extensão total).
A acrópole está rodeada por um fosso e dois muros defensivos em todo o seu perímetro, excepto no lado leste onde a acentuada pendente do terreno serve como defesa natural, com uma extensão de 90 metros de comprimento por 55 de largura.
Além do recinto principal há uma zona conhecida como o "Bairro Extramuros", no lado leste, coincidindo com a entrada principal do povoado. É um conjunto formado por uma grande casa ovalada, duas fontes com desaguadouro e um forno circular que deveria estar coberto com uma abóbada.
As vivendas são circulares e quadrangulares com as esquinas arredondadas, destacando-se o seu grande tamanho em comparação com as de outros sítios arqueológicos.
Nas proximidades encontra-se o famoso Dólmen de Dombate.

### Outros artigos
- Castro